# Страфорд (Вермонт)
Страфорд (енгл. Strafford) град је у америчкој држави Вермонт. Према попису из 2020. било је 1.094 становника. Основан је 12. августа 1761. Краљевском повељом Џорџа III.

## Познате личности
- Ноа Кејхан, амерички кантаутор